# Haworth (Nueva Jersey)
Haworth es un borough ubicado en el condado de Bergen en el estado estadounidense de Nueva Jersey. En el año 2000 tenía una población de 3.390 habitantes y una densidad poblacional de 667.8 personas por km².

## Geografía
Haworth se encuentra ubicado en las coordenadas 40°57′36″N 73°59′2″O / 40.96000, -73.98389.

## Demografía
Según la Oficina del Censo en 2000 los ingresos medios por hogar en la localidad eran de $101,836 y los ingresos medios por familia eran $112,500. Los hombres tenían unos ingresos medios de $89,476 frente a los $49,643 para las mujeres. La renta per cápita para la localidad era de $45,615. Alrededor del 2% de la población estaba por debajo del umbral de pobreza.